# Керкюм, Герард
Герард Керкюм (нидерл. Gerard Kerkum; 17 декабря 1930, Роттердам, Южная Голландия — 26 мая 2018, Роттердам, Южная Голландия) — нидерландский футболист и футбольный функционер, играл на позиции защитника.

## Биография

### Игровая карьера
Керкюм в возрасте 16 лет присоединился к молодёжному составу «Фейеноорда», в основной состав которого прошёл в 1950 году. В составе роттердамского клуба он играл в течение 14 сезонов, сыграв в общей сложности 349 матчей и забил 13 голов. За эти годы в составе «Фейеноорда» Керкюм выиграл три чемпионских титула и Кубок Нидерландов 1965 года. В этом же клубе он завершил карьеру в 1965 году в возрасте 34 лет.
За сборную Нидерландов сыграл в товарищеском матче против сборной Швейцарии; швейцарцы выиграли со счётом 3:1.

### Карьера функционера
В конце 1960-х годов стал членом технического комитета «Фейеноорда».
С 1982 по 1989 год возглавлял технический комитет в должности председателя, а затем ушёл в отставку. Он возглавлял Фонд непрерывности Фейеноорда, высшего органа после Наблюдательного совета.

### Смерть
Скончался 26 мая 2018 года в Роттердаме в возрасте 87 лет после продолжительной болезни.

## Достижения
«Фейеноорд»
- Чемпион Нидерландов (3) : 1960/61, 1961/62, 1964/65
- Обладатель Кубка Нидерландов (1) : 1964/65